# 南東スラウェシ州
南東スラウェシ州（なんとうスラウェシしゅう、インドネシア語: Sulawesi Tenggara）は、インドネシアの州。スラウェシ島の南東半島部にある。州都はケンダリ。
人口はスラウェシ島の南海岸沖にあるブトゥン島に集中していたが、最近はケンダリが急激に市域を拡大している。南東スラウェシ州は、州の大半が辺境である。

## 歴史
17世紀から20世紀前半まで、州をイスラム教の政権が支配していたため、今でもイスラム教の影響が強く残っている。
1964年に、州の西部が南スラウェシ州として分離した。
2008年に就任したNur Alam州知事は、州民の医療費・教育費無料政策及び村落開発資金の交付を公約にして当選した。その政策実行に必要な資金源の確保のため、州内の民間企業に対する新規課税を進めている。

## 交通
他の都市からの交通手段はフェリー、飛行機、長距離バスがある。

### フェリー
州都ケンダリより東部インドネシア各地に向かうフェリーが就航している。コラカからは対岸の南スラウェシ州のパロポやボネ県に向かってカーフェリーが出ている。
州都ケンダリと第2の都市ブトン島バウバウ市の間はスーパージェットといわれる高速船が約5時間で結んでいる。

### 飛行機
航空便は、ガルーダインドネシア航空、ライオン・エア、スリウィジャヤ航空、メルパチ・ヌサンタラ航空、ウィング航空がマカッサルより就航している。

### 長距離バス
長距離バスは、州都ケンダリよりマカッサル、タナ・トラジャ県、パロポ、ピンラン、センカンなどの南スラウェシ州の各都市及び中部スラウェシ州モロワリ県を結んでいる。
西海岸沿いにはトランス・スラウェシという道路が南スラウェシに伸びており、比較的道路の状況が良い。東海岸沿いに中部スラウェシ州モロワリ県に通じる道路があるが、道のコンディションが悪く、一般的には使用されていない。

## 行政
南東スラウェシ州の自治体のリスト

### 県
1. ボンバナ県（ルンビア (インドネシア)（インドネシア語版））
2. コラカ県（コラカ（インドネシア語版））
3. コナウェ県（ウナアーハァー（インドネシア語版））
4. 北コラカ県（ラススア（インドネシア語版））
5. 東コラカ県
6. 北コナウェ県（ワングズ（インドネシア語版））
7. 南コナウェ県（アンドーロ（インドネシア語版））
8. コナウェ諸島県
9. ミュナ県（ラハ（インドネシア語版）） (ムナ島)
10. 西ミュナ県
11. ブトン県（バウバウ市） (ブトゥン島)
12. 北ブトン県（ブランガ（インドネシア語版））
13. 南ブトン県
14. 中ブトン県
15. ワカトビ県（ワンギワンギ（インドネシア語版））

### 市
1. ケンダリ市
2. バウバウ市

## ニッケル鉱山
コラカ沖のパダマラン島のポマラにニッケル鉱山がある。コラカの北にある南スラウェシ州トウティ湖の北岸ソロアコ（サロアコ）にもニッケル鉱山がある。